# Orde van Moed tijdens Gevechten
De Orde van Moed tijdens Gevechten was een in 1945 ingestelde militaire orde van de Volksrepubliek Mongolië. 
De vijfpuntige ster is gedeeltelijk van brede wit geëmailleerd zilveren stralen en gedeeltelijk van smalle gouden stralen gemaakt.
Het zilveren medaillon is gedeeltelijk verguld en gedeeltelijk groen, geel en rood geëmailleerde. Op de stralen van de ster zijn een gekruist zilveren sabel en geweer bevestigd.
In het centrale medaillon zijn een ruiter met lans omringd door een rund, een geit een schaap en een kameel afgebeeld. Onder het medaillon is de tekst "БНМАУ" aangebracht.
De ster is 47,7 millimeter hoog en 49,8 millimeter breed. De drie platen waaruit de ster is samengesteld zijn op elkaar geklonken. Er werden 6000 sterren vervaardigd die van een ingekrast doorlopend nummer op de achterzijde zijn voorzien.